# Misl
Een misl was een van de twaalf soevereine staten van de Sikh-confederatie die in de 18e eeuw opkwamen in de Punjab in het noordwestelijke deel van het Indiase subcontinent. De misls waren een van de oorzaken van de verzwakking van het Mogolrijk voorafgaand aan de invasie van Nader Sjah van India.
De misls vormden een gemenebest dat door Antoine Polier werd beschreven als een natuurlijke aristocratische republiek. Hoewel de misls ongelijk waren qua kracht en elke misl probeerde het grondgebied en de toegang tot middelen uit te breiden ten koste van anderen, handelden ze in onderlinge overeenstemming met elkaar. De misls hielden tweejaarlijkse vergaderingen van hun wetgevende macht, de Sarbat Khalsa in Amritsar.

## Geschiedenis
Om de vervolging van Sjah Jahan en andere Mughal-heersers te weerstaan, hebben verschillende van de latere Sikh-goeroes strijdkrachten opgericht en vochten ze tegen het Mogolrijk en de hindoeïstische bergleiders in de vroege en midden-Mughal-Sikh-oorlogen. Banda Singh Bahadur zette het Sikh-verzet tegen het Mogolrijk voort tot zijn nederlaag in de Slag bij Gurdas Nangal.
Jarenlang vonden Sikhs hun toevlucht in de oerwouden en de uitlopers van de Himalaya totdat ze zich organiseerden in militaire bands die bekend staan als jatha's.

## Leger
Elke misl bestond uit leden van soldaten, wier loyaliteit werd gegeven aan de leider van de misl. Een misl kon bestaan uit een paar honderd tot tienduizenden soldaten. Elke soldaat was vrij om zich aan te sluiten bij welke misl hij maar wilde en hij was vrij om zijn lidmaatschap van de misl op te zeggen, ook om zich bij een andere misl aan te sluiten. De baronnen zouden hun legers toestaan om hun verdediging te combineren of te coördineren tegen een vijandige strijdmacht, op bevel van de opperbevelhebber van Misldar. Deze bevelen zijn alleen gegeven in militaire aangelegenheden die de hele Sikh-gemeenschap raken. Deze bevelen zouden normaal gesproken verband houden met verdediging tegen externe bedreigingen, zoals Afghaanse militaire aanvallen. De winsten van een gevechtsactie werden gedeeld door de misleidingen aan individuen op basis van de dienst die na het conflict werd geleverd met behulp van het sardari-systeem.
De Sikh-confederatie was de politieke structuur waarin alle koninkrijken van de baronnen in de Punjab politiek met elkaar omgingen. Hoewel misls in sterkte varieerden, was het gebruik van voornamelijk lichte cavalerie met een kleinere hoeveelheid zware cavalerie uniform in alle sikh misls. Cavaleristen in een misl moesten hun eigen paarden en uitrusting leveren. Een standaard cavalerist was gewapend met een speer, een lucifer en een kromzwaard. Hoe de legers van de sikh misls de betaling ontvingen, varieerde met de leiding van elke misl. Het meest voorkomende betalingssysteem was het Fasalandari-systeem; soldaten zouden aan het einde van een oogst elke zes maanden worden uitbetaald.

### Cavalerie-tactieken

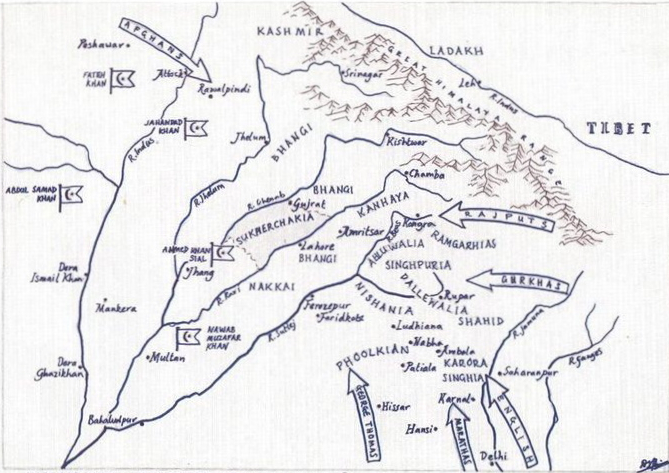
Misls (1707–1799)

Fauja Singh beschouwt de sikh misls als guerrilla-legers, hoewel hij opmerkte dat de sikh misls over het algemeen grotere aantallen en een groter aantal artilleriestukken hadden dan een guerrilla-leger. De misls waren voornamelijk op cavalerie gebaseerde legers en hadden minder artillerie dan Mogol- of Maratha-legers. De misls pasten hun tactiek aan hun kracht in cavalerie en zwakte in artillerie aan en vermeden veldslagen. Misls organiseerden hun legers rond lichamen van ruiters en hun eenheden vochten veldslagen in een reeks schermutselingen, een tactiek die hen een voordeel opleverde ten opzichte van veldslagen. Cavalerie-eenheden zouden een positie aanvallen, zich terugtrekken, hun musketten herladen en terugkeren om het opnieuw aan te vallen. De tactieken die worden gebruikt door misleidende legers zijn onder meer het flankeren van een vijand, het belemmeren van rivierpassages, het afsnijden van een eenheid van zijn voorraden, het onderscheppen van boodschappers, het aanvallen van geïsoleerde eenheden zoals foeragerende partijen, het toepassen van hit-and-run-tactieken, het overlopen van kampen en het aanvallen van bagagetreinen. Om grote legers te bevechten, zou de misl de gebieden voor de marsroute van de vijand volledig evacueren, maar achter de oppositie volgen en gebieden heroveren die de vijand zojuist had veroverd, agenten van de vijand met vergelding bedreigen en over het platteland in de na de terugtrekking van de vijand.
De running skirmish was een tactiek die uniek was voor de sikh-cavaleristen en die opmerkelijk was vanwege zijn effectiviteit en de hoge mate van vaardigheid die nodig was om het uit te voeren. George Thomas en Georg Forster, schrijvers die er getuige van waren, beschreven het gebruik afzonderlijk in hun verslagen van het leger van de sikhs. Georg Forster merkte op:
Een gezelschap van veertig tot vijftig vaart in een snel tempo op tot een afstand van karabijnschot van de vijand en dan, opdat het vuur met de grootste zekerheid kan worden gegeven, worden de paarden opgetrokken en worden hun stukken gelost, wanneer ze zich snel terugtrekken ongeveer 100 passen laden en herhalen ze dezelfde manier om de vijand te irriteren. Hun paarden zijn zo vakkundig getraind voor het uitvoeren van deze operatie dat ze bij het ontvangen van een handslag stoppen met een volledige galop.

## Sikh oorlogen
- Slag bij Rohilla
- Slag bij Kartarpur
- Slag bij Amritsar (1634)
- Slag bij Lahira Slag bij Bhangani
- Slag bij Nadaun
- Slag bij Basoli
- Eerste slag van Anandpur
- Slag bij Nirmohgarh (1702)
- Tweede slag bij Anandpur
- Tweede slag bij Chamkaur (1704)
- Slag bij Muktsar
- Slag bij Sonepat
- Slag bij Ambala
- Slag bij Samana
- Slag bij Chappar Chiri
- Slag bij Sadhaura
- Slag bij Rahon (1710)
- Slag bij Lohgarh
- Slag bij Jammu Kapuri-expeditie
- Slag bij Jalalabad (1710)
- Belegering van Gurdaspur
- Belegering van Ram Rauni
- Schermutseling van Gohalwar
- Slag bij Lahore (1759)
- Slag bij Sialkot (1761)
- Slag bij Gujranwala (1761)
- Sikh-bezetting van Lahore
- Sikh holocaust van 1762
- Slag bij Harnaulgarh
- Schermutseling van Amritsar (1762)
- Slag bij Sialkot (1763) Slag bij Sirhind (1764)
- Sikh bezetting van Delhi (1783)
- Slag bij Amritsar (1797) Gurkha-Sikh-oorlog
- Slag bij Attock
- Slag bij Multan
- Slag bij Shopian
- Slag bij Peshawar (1834)
- Slag bij Jamrud Sino-Sikh-oorlog
- Slag bij Mudki
- Slag bij Ferozeshah
- Slag bij Baddowal
- Slag bij Aliwal
- Slag bij Sobraon
- Slag bij Chillianwala
- Slag bij Ramnagar
- Belegering van Multan
- Slag bij Gujrat